# 國際生命線台灣總會
國際生命線台灣總會（英語：Taiwan life International），主要成立目的是為了加強與國際生命線組織的合作，及協助整合各縣市生命線協會業務的推展。生命線協會主要是的功能是自殺預防，並設立電話諮商專線「1995(諧音:要救救我)」；與另一個社服團體張老師基金會成立的專線「1980」，為台灣自殺預防的主要求助電話。

## 沿革
1969年台北馬偕紀念醫院的「自殺防治中心」在台北北區扶輪社捐贈兩部電話「5414242」（諧音：我是要死了死了）、「5414343」（我是要自殺自殺）擴充為「生命線」，於當年7月1日正式開線，肇始中華民國電話輔導及自殺防治的服務工作，也是亞洲區域第一個生命線組織，之後在在台灣陸續有23個縣市成立生命線協會提供服務。為了建立共同服務準則，及與國際生命線組織合作，「國際生命線台灣總會」於民國66年4月15日成立，帶領全國各縣市生命線協會業務推展。民國87年設置「1995」電話協談輔導專線，可透過此專線與當地生命線聯繫，讓民眾於心情絕望時，可以透過電話與志工協談，以達自殺預防的目的。

## 各縣市生命線
台灣目前共有以下縣市己成立生命線協會，但各縣市生命線協會財務獨立，並非隸屬於「國際生命線台灣總會」之下，而是業協相互協助推動之關係。
- - 基隆市生命線協會
  - 新北市生命線協會
  - 台北市生命線協會
  - 桃園市生命線協會
  - 新竹縣生命線協會
  - 新竹市生命線協會
  - 苗栗縣生命線協會
  - 山海屯生命線協會
  - 台中市生命線協會
  - 彰化縣生命線協會
  - 南投縣生命線協會
  - 雲林縣生命線協會
  - 嘉義縣生命線協會
  - 嘉義市生命線協會
  - 臺南市大臺南生命線協會
  - 台南市生命線協會
  - 大高雄生命線協會
  - 高雄市生命線協會
  - 屏東縣生命線協會
  - 宜蘭縣生命線協會
  - 花蓮縣生命線協會
  - 台東縣生命線協會
  - 澎湖縣生命線協會
  - 金門縣生命線協會

## 面臨問題
因接自殺預防電話的志工，需經長時間訓練才能完成自殺預防的目的，且需日夜排班來完成任務，因來電案件增加及志工短缺，及「一例一休」增加的人事成本，有時會有民眾打電話進來尋求協助時，電話忙線無法即時接通的情形。